# Manfred Probst
Manfred Probst SAC (* 13. Dezember 1939 in Ediger) ist ein deutscher Theologe.

## Leben
Nach dem Abitur 1960 am Städtischen Gymnasium Rheinbach wurde er 1962 Mitglied der Pallottiner. Während und nach der Promotion 1973 zum Dr. theol. an der Westfälischen Wilhelms-Universität Münster war er von 1972 bis 1974 dort wissenschaftlicher Assistent. Nach der Habilitation 1979 im Fach Liturgiewissenschaft an der theologischen Fakultät Trier wurde er Professor für Liturgiewissenschaft an der Philosophisch-Theologischen Hochschule Vallendar, die er als Rektor (1980–1984, 1986–1992) und Prorektor (1992–1998) leitete. Als Vorstandsmitglied der Arbeitsgemeinschaft der Ordenshochschulen (AGO) (1976–2001) war er Schriftführer, Vorsitzender und Kassenwart. Von 1986 bis 2001 war er Berater der Liturgiekommission der Deutschen Bischofskonferenz. In der Causa Richard Henkes war er von 2001 bis 2007 Postulator und von 2007 bis 2010 Vizepostulator.
Seine Forschungsschwerpunkte sind liturgische Reformen in der Zeit der Aufklärung und Riten und Ritenbücher der katholischen Kirche in Geschichte und Gegenwart.

## Schriften (Auswahl)
- Gottesdienst in Geist und Wahrheit. Die liturgischen Ansichten und Bestrebungen Johann Michael Sailers (1751–1832). zugleich Dissertation, Münster 1973 (= Studien zur Pastoralliturgie. Band 2). Pustet, Regensburg 1976, ISBN 3-7917-0470-2.
- Der Ritus der Kindertaufe. Die Reformversuche der katholischen Aufklärung des deutschen Sprachbereiches. Mit einer Bibliographie der gedruckten Ritualien des deutschen Sprachbereiches von 1700 bis 1960. zugleich Habilitationsschrift, Theologische Fakultät Trier 1979 (= Trierer theologische Studien. Band 39). Paulinus-Verlag, Trier 1981, ISBN 3-7902-0040-9.
- Bibliographie der katholischen Ritualiendrucke des deutschen Sprachbereichs. Diözesane und private Ausgaben (= Liturgiewissenschaftliche Quellen und Forschungen. Band 74). Aschendorff, Münster 1993, ISBN 3-402-04053-0.
- Der Herrgott hat das letzte Wort. Das Leben des Pallottinerpaters Richard Henkes (1900–1945) und sein Sterben im KZ Dachau. Biographie (= Pallottinische Studien zu Kirche und Welt. Band 5). 1. Auflage. EOS-Verlag, St. Ottilien 2002, ISBN 3-8306-7159-8.
- Besessenheit, Zauberei und ihre Heilmittel. Dokumentation und Untersuchung von Exorzismushandbüchern des Girolamo Menghi (1523–1609) und des Maximilian von Eynatten (1574/75–1631) (= Liturgiewissenschaftliche Quellen und Forschungen. Band 97). Aschendorff, Münster 2008, ISBN 3-402-04076-X.

mit Heinrich Plock und Klemens Richter
- Kommunionfeier mit Kranken. Eine Handreichung für Priester und Laien. Driewer, Essen 1972, ISBN 3-87177-056-6.
- Die Trauung in der Gemeinde. Eine Handreichung zur Feier der Trauung mit dem neuen Ritus der Eheschließung. 1. Auflage. Driewer, Essen 1972, ISBN 3-87177-058-2.
- Liturgie mit Kranken. Krankensalbung, Hausmessen, Stärkung im Tod. Vorschläge und Übertragungen. Driewer, Essen 1973, ISBN 3-87177-059-0.
- Hoffen auf den Herrn. Die Hilfe der Kirche im Angesicht des Todes. 1. Auflage. Driewer, Essen 1973, ISBN 3-87177-061-2.
- Hausgottesdienste mit Kranken. Eine Handreichung für Priester, Diakone und Kommunionhelfer (= Pastoralliturgische Reihe). 1. Auflage. Benziger/Herder, Zürich / Einsiedeln / Wien / Freiburg im Breisgau 1977, ISBN 3-545-50508-1.
- Die kirchliche Trauung. Werkbuch für die pastoralliturgische Praxis. Herder, Basel / Wien / Freiburg im Breisgau 1979, ISBN 3-451-17692-0.
- Hausgottesdienste mit Kranken. Volksausgabe (= Pastoralliturgische Reihe). 1. Auflage. Benziger/Herder, Köln / Freiburg im Breisgau 1980, ISBN 3-451-18976-3.

mit Klemens Richter
- Die kirchliche Trauung. Neues Werkbuch für die Praxis (= Pastoralliturgische Reihe). Herder, Freiburg im Breisgau / Wien / Basel 1994, ISBN 3-451-23204-9.
- Exorzismus oder Liturgie zur Befreiung vom Bösen. Informationen und Beiträge zu einer notwendigen Diskussion in der katholischen Kirche (= Aschendorff-Paperbacks). Aschendorff, Münster 2002, ISBN 3-402-03426-3.